# Бока-де-Уергано
Бока-де-Уергано (ісп. Boca de Huérgano) — муніципалітет в Іспанії, у складі автономної спільноти Кастилія-і-Леон, у провінції Леон. Населення — 531 особа (2010).
Муніципалітет розташований на відстані близько 300 км на північ від Мадрида, 70 км на північний схід від Леона.
На території муніципалітету розташовані такі населені пункти: (дані про населення за 2010 рік)
- Барньєдо-де-ла-Рейна: 61 особа
- Бесанде: 27 осіб
- Бока-де-Уергано: 132 особи
- Лос-Еспехос-де-ла-Рейна: 37 осіб
- Льянавес-де-ла-Рейна: 25 осіб
- Портілья-де-ла-Рейна: 71 особа
- Сьєро-де-ла-Рейна: 83 особи
- Вальверде-де-ла-Сьєрра: 36 осіб
- Вільяфреа-де-ла-Рейна: 59 осіб

## Демографія
Динаміка населення (INE ):